# NGC 193
NGC 193 este o galaxie lenticulară situată în constelația Peștii. A fost descoperită în 21 decembrie 1786 de către William Herschel. De asemenea, a fost observată încă o dată în 16 octombrie 1827 de către John Herschel, în 23 septembrie 1862 de către Heinrich Louis d'Arrest și de către Herman Schultz.